# 多梅讷
多梅讷（法語：Domène，法語發音：[dɔmɛn]）是法国伊泽尔省的一个市镇，位于该省中部，属于格勒诺布尔区。

## 地理
多梅讷（45°12'9"N, 5°50'20"E）面积5.29 平方千米，位于法国奥弗涅-罗讷-阿尔卑斯大区伊泽尔省，该省份为法国东南部内陆省份，北起顺时针与安省、萨瓦省、上阿尔卑斯省、德龙省、阿尔代什省、卢瓦尔省和罗讷省。
与多梅讷接壤的市镇（或旧市镇、城区）包括：勒韦尔苏、梅朗、蒙博诺-圣马丹、米里亚内特、勒韦勒、圣伊米耶、旧圣让。

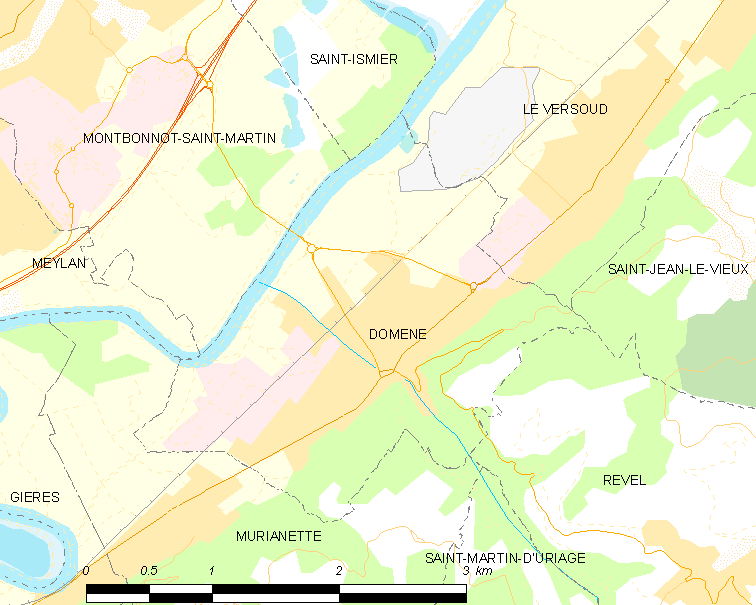
多梅讷的OSM定位图

多梅讷的时区为UTC+01:00、UTC+02:00（夏令时）。

## 行政
多梅讷的邮政编码为38420，INSEE市镇编码为38150。

## 政治
多梅讷所属的省级选区为梅朗县。

## 人口

1962-2008年间多梅讷人口变化图示

多梅讷于2022年1月1日时的人口数量为6777人。